# Górowo (Kolno)

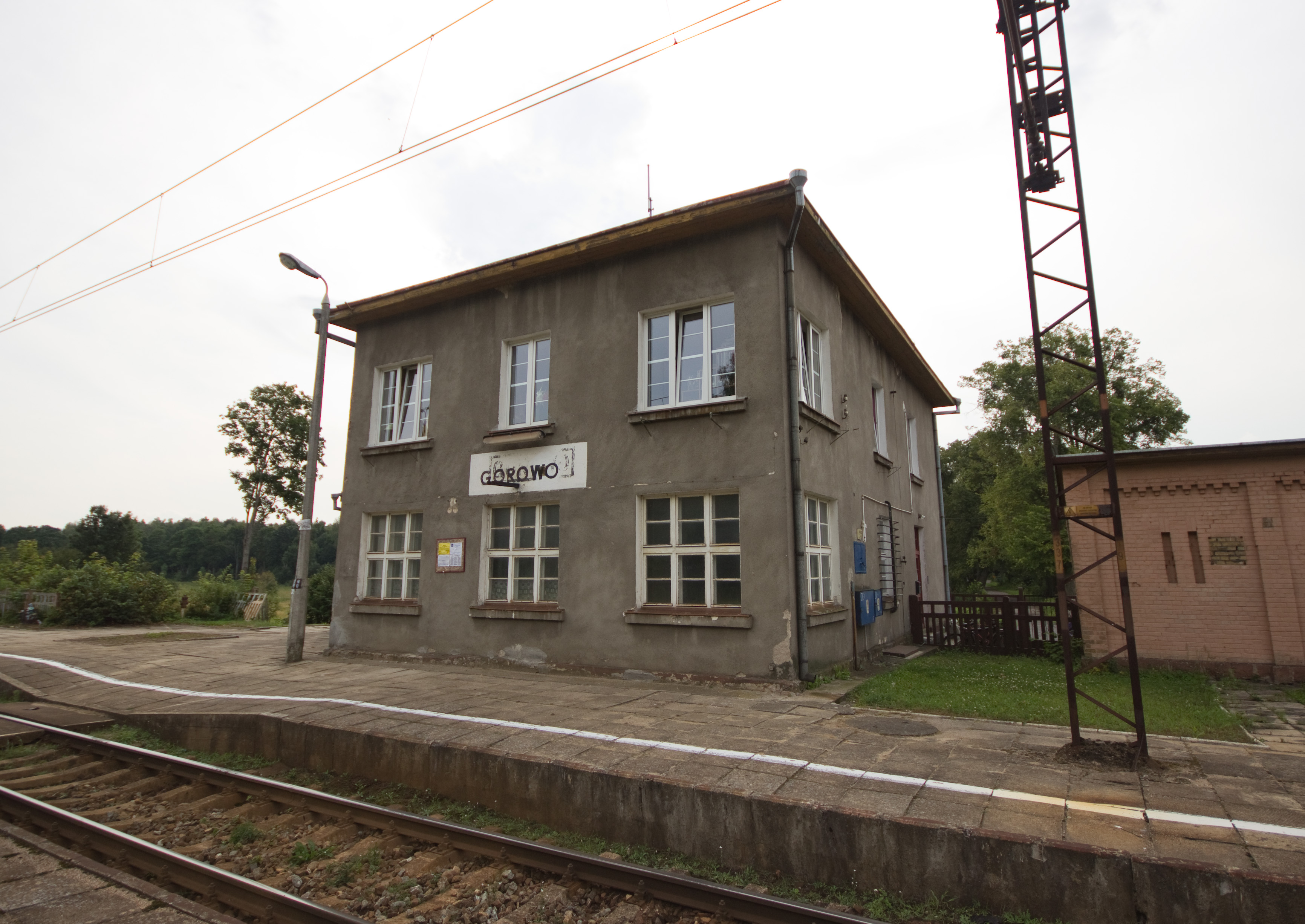
Bahnstation Górowo 2012

Górowo (deutsch Bergenthal) ist ein Dorf der polnischen Landgemeinde Kolno (Groß Köllen) in der Woiwodschaft Ermland-Masuren. 

## Geografie

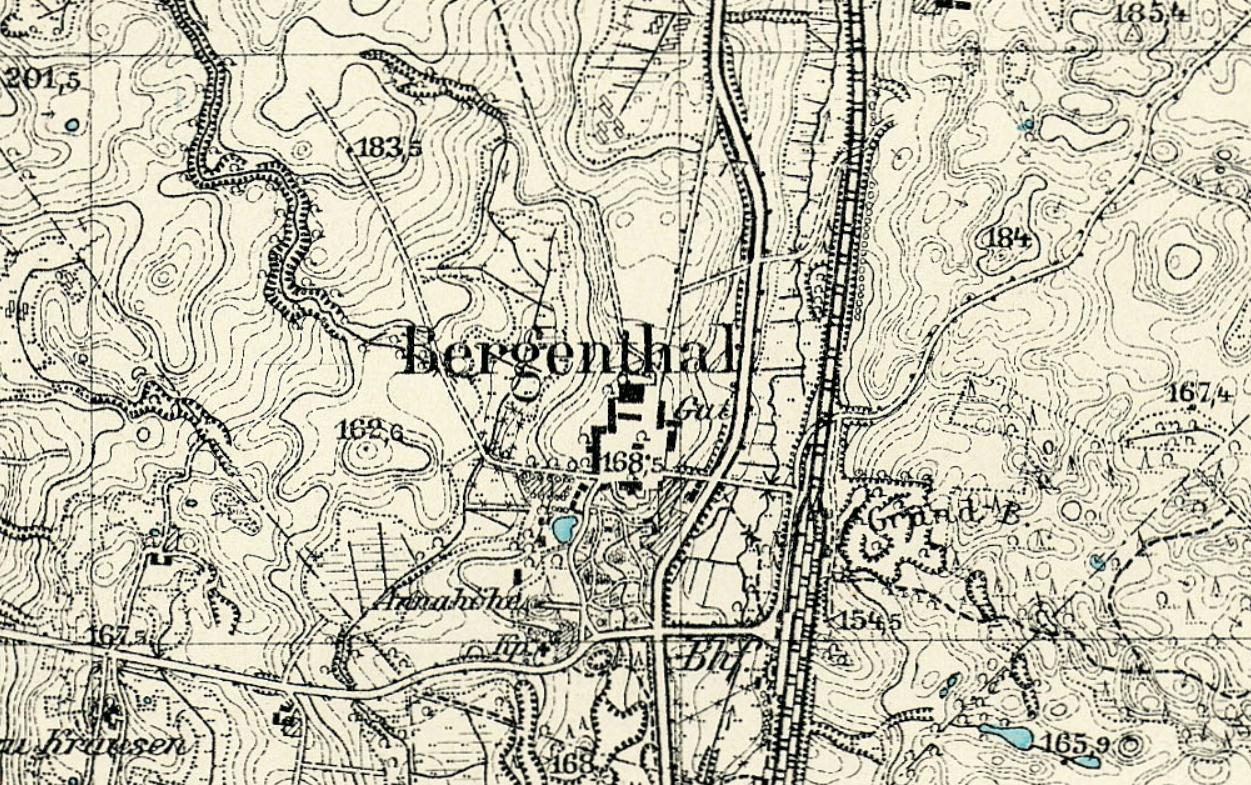
Landkartenausschnitt 1918

Górowo liegt im Nordosten der Allensteiner Seenplatte am Südrand des Verwaltungszentrums Kolno. Bis zur früheren Kreisstadt Rößel (polnisch Reszel) sind es 16 Kilometer in nordöstlicher Richtung, und bis zur heutigen Kreismetropole und auch Woiwodschaftshauptstadt Olsztyn (deutsch Allenstein) 39 Kilometer in südwestlicher Richtung. Der Ort ist umgeben von Heide und landwirtschaftlichen Flächen, lediglich im Süden schließt sich eine kleinere Waldfläche an. Górowo liegt auf einer Höhe von 168,5 m über N.N.

## Geschichte
Der Deutsche Orden in der Person des Bischofs Heinrich III. Sorbom gründete an der Stelle des heutigen Górowo 1379 ein Rittergut, das er dem Bistum Ermland zum Lehen gab. Es wurde für lange Zeit für die Versorgung des Personal der ermländischen Bischöfe genutzt. Nach der Säkularisation des Deutschen Ordens 1525 gelangte das Gut in weltliche Hände und war fast bis zum Ende des 18. Jahrhunderts im Besitz ermländischer Adelsfamilien. Da das Bistum Ermland zu dieser Zeit unter polnische Oberhoheit stand, waren mehrere dieser Familien polnischer Herkunft und trugen Namen wie Gągławski, Opoczyński oder Makowski. Dazwischen gab es kurze Zeitabschnitte, in denen das Gut im Besitz des Klosters Heiligenlinde und des Burggrafen von Rößel Georg von Schedlin war. 
Nach der ersten polnischen Teilung kam das Gut 1772 unter die Herrschaft des Königreichs Preußen, und es ist davon auszugehen, dass sich spätestens zu diesem Zeitpunkt die deutsche Ortsbezeichnung Bergenthal durchgesetzt hatte. Als verwaltungsmäßig eigenständige Verwaltungseinheit wurde der Gutsbezirk Bergenthal im Zuge einer preußischen Verwaltungsreform mit Wirkung vom 1. Februar 1818 dem neu gebildeten Landkreis Rößel zugeordnet. 
Wenige Jahre später übernahm die Familie Sarasin Gut Bergenthal, das nun mit seinen drei Vorwerken über 600 ha Land und 38 Einwohner verfügte. 1871 wurde Bergenthal an die Bahnstrecke Thorn–Insterburg angeschlossen, woraufhin sich die Zahl der Einwohner innerhalb von zehn Jahren auf 214 erhöhte. 
Am 9. Juli 1874 kam es aufgrund einer neuen Kreisordnung zur Bildung des Amtsbezirkes Groß Kellen (später umbenannt in Groß Köllen), dem neben dem Gutsbezirk Bergenthal weitere zwei Gutsbezirke und drei Landgemeinden angehörten. Erster Amtsvorsteher war der Bergenthaler Rittergutsbesitzer Adolph Saraffin (* 1832; † 1906). Nachdem 1910 im Gutsbezirk Bergenthal 226 Einwohner gezählt worden waren, kam es am 30. September 1928 zur Auflösung des Gutsbezirkes und unter Vereinigung mit Klein Köllen (polnisch Kolenko) zur Neubildung der Landgemeinde Bergenthal, mit 267 (1933) und 214 (1939)Einwohnern. Zur Gemeinde gehörten noch die Ortschaften Eduardshof (polnisch Edwardowo), Klein Köllen (Kolenko) und Orlowo (1938 bis 1945 Orlen, polnisch Orłowo). In dieser Zeit betrieb das Rittergut unter anderem eine Molkerei und Pferdezucht.
Aufgrund der Bestimmungen des Versailler Vertrags stimmte die Bevölkerung im Abstimmungsgebiet Allenstein, zu dem Bergenthal gehörte, am 11. Juli 1920 über die weitere staatliche Zugehörigkeit zu Ostpreußen (und damit zu Deutschland) oder den Anschluss an Polen ab. In Bergenthal stimmten 160 Einwohner für den Verbleib bei Ostpreußen, auf Polen entfielen keine Stimmen.
Letzter deutscher Rittergutsbesitzer war Regnauld Sarasin (* 1905). Er wurde, nachdem am Ende des Zweiten Weltkrieges Bergenthal im Januar 1945 von der Roten Armee überrollt worden war, von den Rotarmisten auf seinem Gut festgenommen und in den Ural abtransportiert. Er überlebte den Transport nicht. Noch 1945 wurde Bergenthal in polnische Verwaltung übergeben und in Górowo umbenannt.

## Herrenhaus

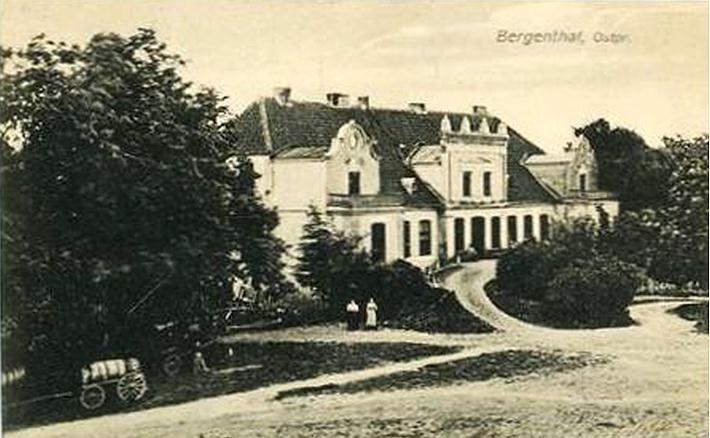
Gutshaus um 1910

Die Ursprünge des Bergenthaler Herrenhauses gehen bis in die Zeit des Deutschen Ordens im 14. oder 15. Jahrhundert zurück. Im 18. Jahrhundert erfolgten gravierende Umbauten, die dem Gebäude die Form verlieh, die für die nächsten Jahrhunderte Bestand hatte. Auf einem rechteckigen Grundriss erhebt sich ein einstöckiges Gebäude mit einem hohen Krüppelwalmdach. Die Längsseiten sind jeweils mit einem zweigeschossigen Mittelrisaliten versehen. An der Nordfront sind zusätzlich zwei Seitenrisalite angefügt, die im Erdgeschoss nach vorne erweitert sind. Sie werden von einem leicht geschwungenen Giebel bekrönt. Die Mittelrisalite schließen mit einer Attika ab, die mit einem dekorativen Gesims versehen sind. Dem südlichen Risaliten ist eine Terrasse mit doppelläufiger Treppe vorgelagert. 
Der das Herrenhaus umgebende Park wurde 1866 durch den Gartenarchitekten Johann Larass zu einem Landschaftspark mit Alleen, Baumgruppen und Spalieren umgestaltet. 
Nach dem Zweiten Weltkrieg zog die Verwaltung eines Staatsguts in das ehemalige Herrenhaus ein. Obwohl das Haus nach dem Fall des Kommunismus 1990 renoviert wurde, stand es anschließend leer und verfiel. Im Jahr 2000 wurde es mitsamt dem Park Privateigentum.

## Kirche
Bis 1945 war Bergenthal in die evangelische Kirche Bischofsburg (polnisch Biskupiec) in der Kirchenprovinz Ostpreußen der Kirche der Altpreußischen Union, außerdem in die römisch-katholische Kirche Groß Köllen (polnisch Kolno) im damaligen Bistum Ermland eingepfarrt.
Der Bezug zu beiden Orten besteht für Górowo noch heute: zur römisch-katholischen Pfarrei Kolno, jetzt im Erzbistum Ermland gelegen, und zur evangelischen Kapellengemeinde Biskupiec, jetzt der Pfarrei Sorkwity (Sorquitten) in der Diözese Masuren der Evangelisch-Augsburgischen Kirche in Polen zugeordnet.

## Verkehr
Górowo ist über ein Geflecht von Nebenstraßen mit den umliegenden Woiwodschaftsstraßen DW 593, DW 594 und DW 596 vernetzt, außerdem besteht eine direkte Anbindung an die verkehrstechnisch bedeutende polnisch Landesstraße 57 (hier im Abschnitt der einstigen deutschen Reichsstraße 128), die die Woiwodschaft Ermland-Masuren in Nord-Süd-Richtung durchzieht und bis in die Woiwodschaft Masowien führt.

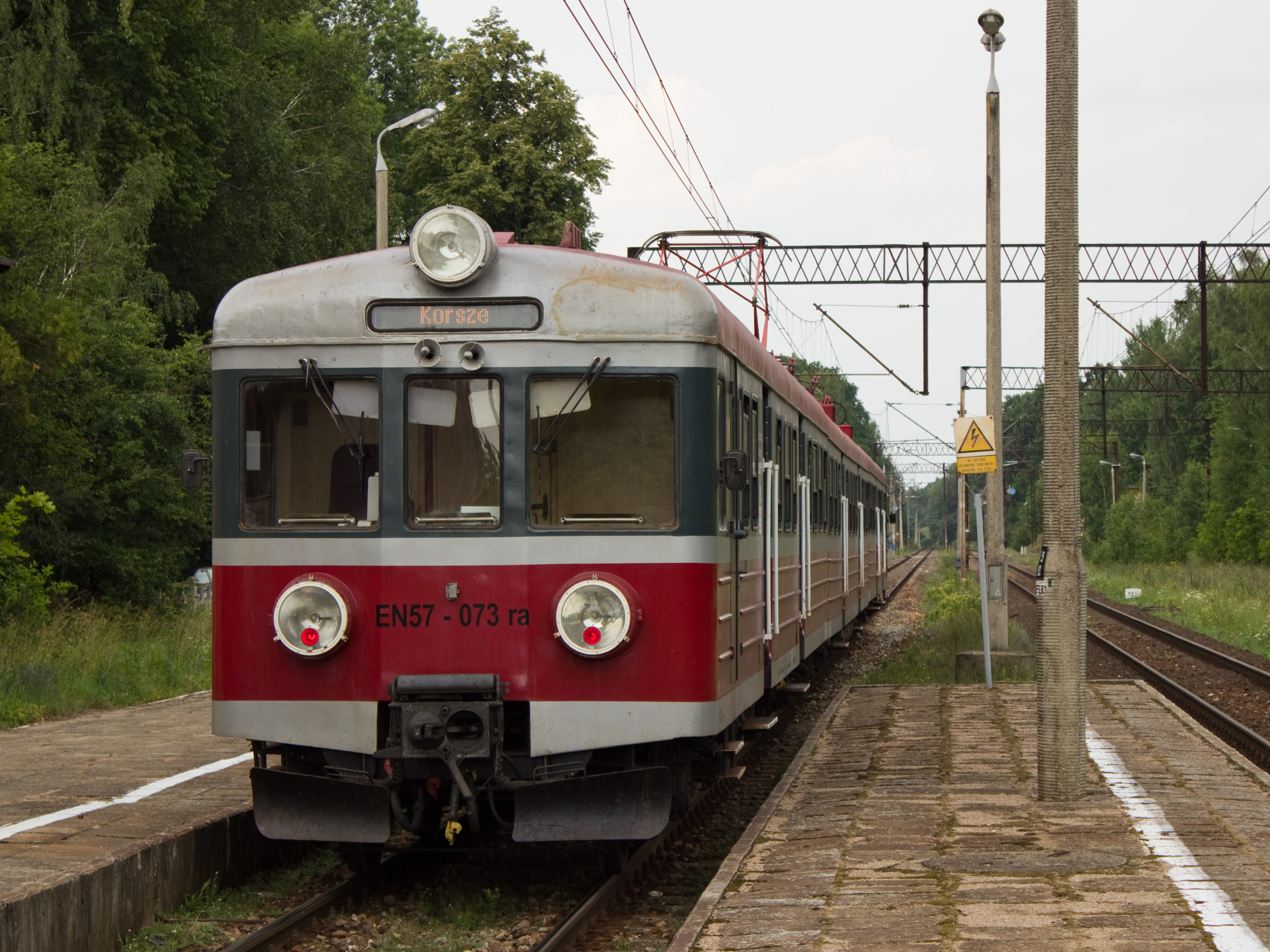
Bahnstation Górowo

Seit dem 27. November 1871 ist Bergenthal resp. Górowo Bahnstation. Das Dorf liegt an der von der Polnischen Staatsbahn (PKP) befahrenen Bahnlinie Nr. 353: Posen–Toruń (Thorn)–Korsze (Korschen), die allerdings nicht mehr bis in das nördliche Ostpreußen, der heute russischen Oblast Kaliningrad (Gebiet Königsberg (Preußen)) hinein verläuft. Die Bahnstation, die bis 1998 als Bahnhof (polnisch Stacja) galt und seither lediglich ein Haltepunkt (Przystanek) ist, hieß von 1871 bis 1945 „Bergenthal“, von 1945 bis 1946 „Sadłowo“ und heißt seit 1945 „Górowo“. Sie wird täglich von etwa 50–60 Passagieren genutzt.